# Eduardo Haro Delage
Eduardo Haro Delage (Madrid, 1887-íd., 1960) fue un comediógrafo y periodista español, padre del periodista y crítico teatral Eduardo Haro Tecglen y abuelo del poeta Eduardo Haro Ibars.

## Biografía
Oficial de la Armada retirado, inició una carrera periodística y literaria y, en colaboración con el periodista Joaquín Aznar, escribió las comedias La alegre primavera (1914), con música de Teodoro San José, El club de la alegría (1914), El marido ideal (1917) y La loca ambición (1918), además de Bazar español, El caño gordo, Las doctoras, Los héroes de la pantalla, El brillante negro y Mi querido amigo. Se casó con la cubana María Tecglen Berbén. Como dramaturgo de tono menor, el escritor Rafael Cansinos Asséns lo recuerda así: "Estrenaba unas revistas absurdas en las barracas de Noviciado" (La novela de un literato, III). Trabajó como redactor en La Mañana, fundado en 1909 por Luis Silvela como órgano del Partido Liberal Socialista y que tuvo entre sus colaboradores a Luis de Armiñán y José Téllez y, sustituyendo como crítico teatral a Manuel Machado, en La Libertad (dirigido por su amigo Joaquín Aznar), al menos desde 1929, ya que ganó en ese año el premio periodístico Antonio Zozaya a la mejor crónica el segundo año en que se convocaba, otorgado entonces por un jurado en el que se hallaban Antonio Machado, Ramón María del Valle-Inclán, Emilio Gutiérrez Gamero, Marcelino Domingo y Cristóbal de Castro. Al empezar la guerra civil española era subdirector de este periódico, un diario republicano independiente órgano del Frente Popular que contaba entre sus columnistas a escritores tan importantes como Ramón J. Sender o Augusto Barcia Trelles, entre otros. Al concluir el conflicto, fue acusado por los sublevados de tener "responsabilidad intelectual en la lucha política", por lo que fue procesado y condenado a muerte junto con los redactores del mismo periódico Félix Paredes Martín y José Manuel Fernández Gómez. Si bien la ejecución no se llegó a consumar por un indulto, pasó varios años en la cárcel.

## Obra
Con Joaquín Aznar:
- Los placeres de una siesta (1910)
- El caño gordo (1911)
- Bazar español (1911), con música de Teodoro San José
- La alegre primavera (1914), con música de Teodoro San José
- El club de la alegría (1914), con música de Teodoro San José
- El marido ideal (1917)
- La loca ambición (1918)
- El brillante negro (1919), con música de Teodoro San José
- Mi querido amigo (1919)
- Los héroes de la pantalla (1921)
- Las doctoras (1931)